# Håkan Nesser
Håkan Nesser (* 21. února 1950, Kumla, provincie Närke, Švédsko) je současný autor severské krimi prózy. Třikrát získal cenu za nejlepší švédskou detektivku a v roce 2000 se stal držitelem prestižního ocenění Glass Key. V současnosti žije Håkan Nesser s ženou a dětmi v Londýně a je úspěšným spisovatelem na volné noze.

## Životopis
Nesser se narodil na farmě v Kumla, většinu svého života však prožil v Uppsale. Po univerzitním studiu, kdy se orientoval především na skandinávské jazyky, angličtinu, literaturu, historii a filozofii, pracoval dlouho jako učitel. Jeho první román vyšel v roce 1988, ale jako učitel pracoval až do roku 1998, kdy se rozhodl být spisovatelem na plný úvazek. V roce 2006 se Håkan Nesser a jeho manželka Elke přestěhovali do New Yorku. V současnosti žije Håkan Nesser s ženou a dětmi v Londýně a je úspěšným spisovatelem na volné noze.

## Literární dílo

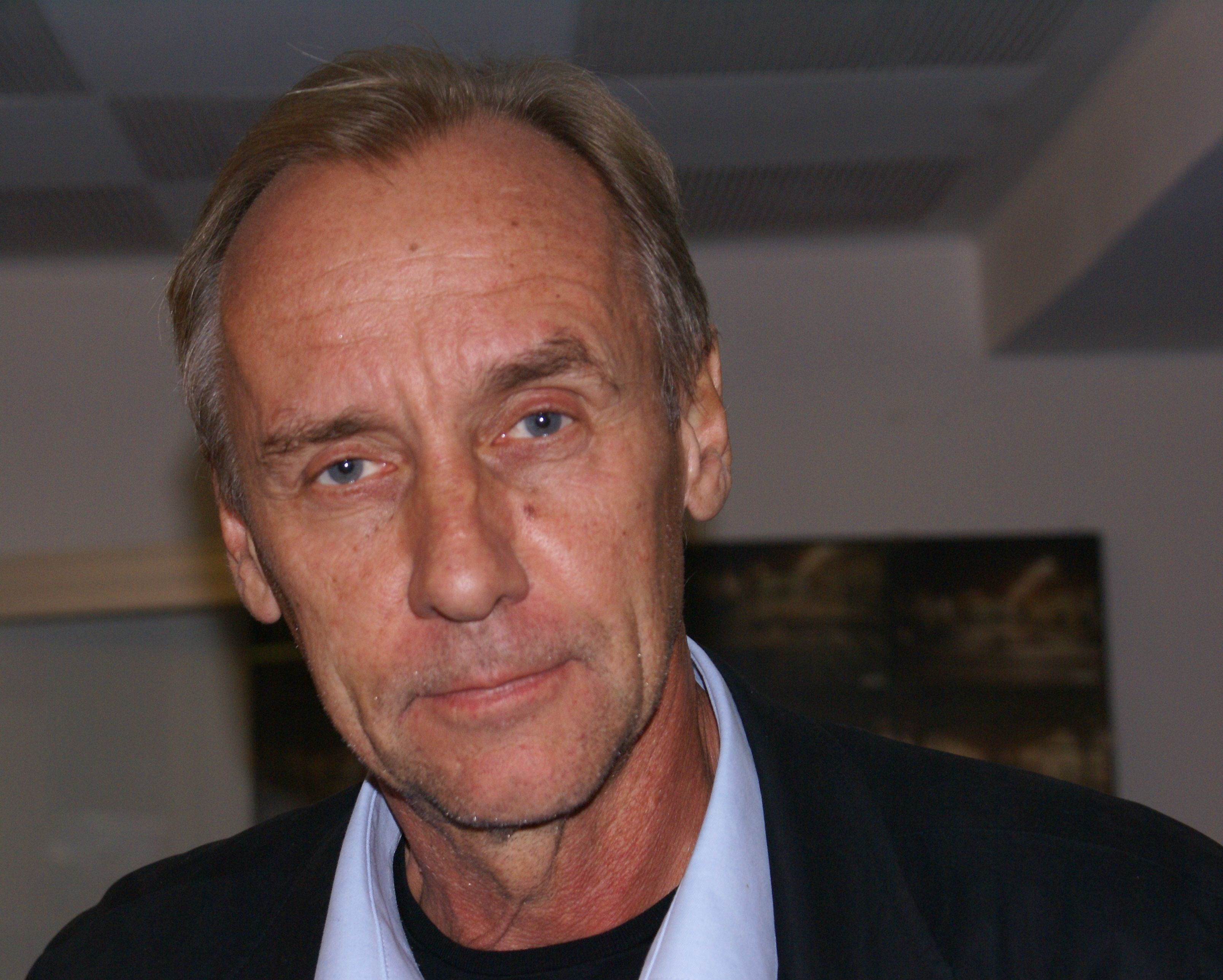
Håkan Nesser, Brémy, 2009

Håkan Nesser napsal řadu detektivních románů. Jeho knihy byly ze švédštiny přeloženy do více než 25 jazyků. Nesser vytvořil postavy detektiva Van Veeterena a inspektora Barbarottiho, kteří se pohybují v precizně zachyceném prostředí, inspirovaném zejména švédskými, nizozemskými, německými a polskými reáliemi.

## Bibliografie

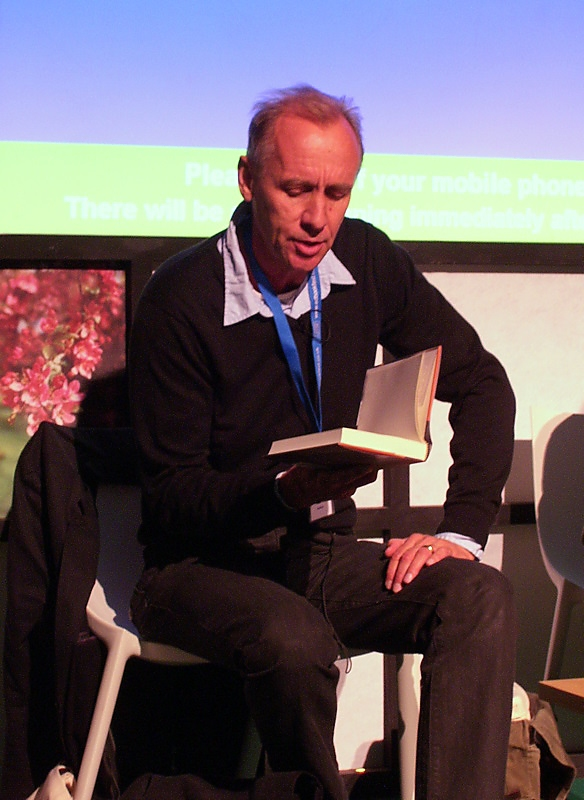
Švédský spisovatel Håkan Nesser při autorském čtení.

## Ocenění
- 1994 - Best Swedish Crime Novel Award za knihu Borkmanns punkt
- 1996 - Best Swedish Crime Novel Award za knihu Kvinna med födelsemärke
- 2000 - Glass Key award za knihu Carambole
- 2007 - Best Swedish Crime Novel Award za knihu En helt annan historia